# Jaciment arqueològic de Cal Perdut de Baix
El Jaciment arqueològic de Cal Perdut de Baix és un jaciment arqueològic de les èpoques Ferro-Ibèric Final/Romà Baix Imperi (200 aC/476 dC), que es troba als municipis del Masnou i Teia (Maresme), inclòs a l'Inventari del Patrimoni Arqueològic i Paleontològic de Catalunya.

## Accés
S'accedeix a la zona a través del Camí del Mig, situat entre el complex comercial Eroski i la Depuradora Teià-Maresme Sud. Prenent aquest Camí del Mig durant uns 275 m, en arribar al primer trencant, cal seguir en direcció nord uns 100 m pel camí que forma la riera dels Bous, i ens trobarem dins l'àrea en qüestió.

## Història
Es tracta d'un jaciment d'època romana documentat arran de les troballes de material constructiu i ceràmica romana efectuades per Cristòfol Ferrer el 1935.
Posteriorment, arran dels treballs d'anivellament efectuats el 1944 al camp anomenat El Palau i als camps propers de Cal Perdut de Baix i Can Martí Dòria, Josep Maria Cuyàs i Tolosa descobrí nous vestigis romans que posaren de manifest la importància del jaciment.
Segons l'autor s'observà la presència de molts fragments de tègula, grans quantitats de pedra acumulada en desfer les parets de les construccions romanes i grans blocs de paviment d'opus testaceum. El material ceràmic recuperat incloïa ceràmiques ibèriques, campanianes i terra sigil·lada que l'autor definí “com de plata” i que probablement es podria correspondre amb terra sigil·lada lucente.
Pel que fa als terrenys pròpiament del mas de Cal Perdut de Baix, segons informacions cedides per Josep Ramírez i Joan Gómez als arqueòlegs que efectuaren la Carta Arqueològica al 1987, hi van aparèixer ceràmiques romanes i restes de paviment d'opus signinum en aquests camps.
De la mateixa manera, es té notícia que els membres de l'Associació d'Estudis Científics i Culturals de Premià de Mar han anat recuperant materials de manera reiterada al llarg dels anys i van informar de la presència d'un forn durant les remocions de terres que es van efectuar a la zona per adequar-la al conreu.
Donades les característiques de les troballes, es pot parlar de la probable existència en aquest indret, d'un establiment rural d'explotació agropecuària d'època romana tipus villae, amb origen en època republicana i que perdurà amb seguretat fins al segle V dC, tal com demostren els materials recuperats.
Fruit de la prospecció efectuada el 2008, amb motiu de la revisió de la Carta Arqueològica del Maresme, es va documentar la presència de gran quantitat de fragments de paviment opus signinum, fragments de tegulae i restes de mitges canyes, aprofitats en la construcció del mur de contenció oest de la riera dels Bous en direcció nord, a uns 100 m a partir del Camí del Mig.
Aquesta troballa evidencia la destrucció d'estructures efectuada al jaciment al llarg del temps, sense poder valorar fins on ha arribat el grau d'eliminació de restes i l'estat de conservació de l'establiment.